# Acacallis (mytologi)
Akakallis (forngrekiska: Ἀκακαλλίς betyder 'oväggig') var prinsessa av Kreta i grekisk mytologi. I verket Bibliotheke kallas hon Akalle (Ἀκάλλη).

## Familj
Akakallis var dotter till Minos, kung av Kreta, och Pasifaë, dotter till Helios. Hon var syster till Ariadne, Androgeus, Deucalion, Phaedra, Glaucus, Catreus och Xenodice.
Enligt kretensisk mytologi födde hon sonen Kydon (grundare av Kydonia) tillsammans med Hermes. Andra myter hävdar att det var Apollon som var fader till Kydon.  
Akakallis fick flera barn med Apollon enligt olika berättelser, Oaxar , Naxos (eponym för ön Naxos),  Miletus, Amphithemis, vars alternativa namn var Garamas samt Phylacides och Phylander.
| Relation  | Namn              | Källor     | Källor     | Källor     | Källor      | Källor    | Källor    | Källor    | Källor  | Källor    |
| Relation  | Namn              | Apollonius | Apollonius | Apollonius | Apollodorus | Pausanias | Pausanias | Antoninus | Servius | Stephanus |
| --------- | ----------------- | ---------- | ---------- | ---------- | ----------- | --------- | --------- | --------- | ------- | --------- |
| Relation  | Namn              | Arg.       | Sch.       | Sch.       | Apollodorus | Pausanias | Pausanias | Antoninus | Eklog.  | Stephanus |
| Föräldrar | Minos och Pasifaë |            |            |            | ✓           |           |           |           |         |           |
| Föräldrar | Minos och Kreta   |            |            |            | ✓           |           |           |           |         |           |
| Föräldrar | Minos             | ✓          | ✓          | ✓          |             | ✓         | ✓         | ✓         |         |           |
| Umgås     | Hermes            |            | ✓          |            |             | ✓         |           |           |         |           |
| Umgås     | Apollo            | ✓          |            | ✓          |             |           | ✓         | ✓         | ✓       | ✓         |
| Barn      | Amphithemis       | ✓          |            |            |             |           |           |           |         |           |
| Barn      | Kydon             |            | ✓          |            |             | ✓         |           |           |         | ✓         |
| Barn      | Naxos             |            |            | ✓          |             |           |           |           |         |           |
| Barn      | Phylacides        |            |            |            |             |           | ✓         |           |         |           |
| Barn      | Phylander         |            |            |            |             |           | ✓         |           |         |           |
| Barn      | Miletus           |            |            |            |             |           |           | ✓         |         |           |
| Barn      | Oaxar             |            |            |            |             |           |           |           | ✓       | ✓         |

## Mytologi
När Akakallis blev gravid med Amphithemis, förvisade Minos henne som straff för denna förbjudna relation till Libyen, där hon sedan födde sin son.
Efter födseln av Miletos flydde hon av rädsla för sin far och lämnade barnet i skogen. Men Apollon såg till att vargar matade och vakade över barnet tills det upptäcktes av herdar som tog hand om det. Miletos växte upp, blev stark och vacker, och Minos greps av längtan efter pojken. Miletos flydde Kreta för att undvika att bli kungens eromenos, och fortsatte med att grunda staden Miletus med samma namn.
Enligt Pausanias reste Apollon till prästen Karmanor i Tarrha för att renas efter att ha dödat draken Python. Där träffade han Akakallis (som sägs vara en nymf i denna version), och tillsammans fick de barnen Phylacides och Phylander. Människor i den kretensiska staden Elyrus skickade en bronsstaty till Delfi föreställande en get som diade dessa två barn, vilket antyder att de blivit övergivna av sin mor. 
Akakallis var på Kreta ett vanligt namn för en narcissus.